# Bert Breit
Bert Breit (* 25. Juli 1927 in Innsbruck; † 17. September 2004 ebenda) war ein österreichischer Komponist, Journalist, Filmemacher, Schauspieler und Zeichner.

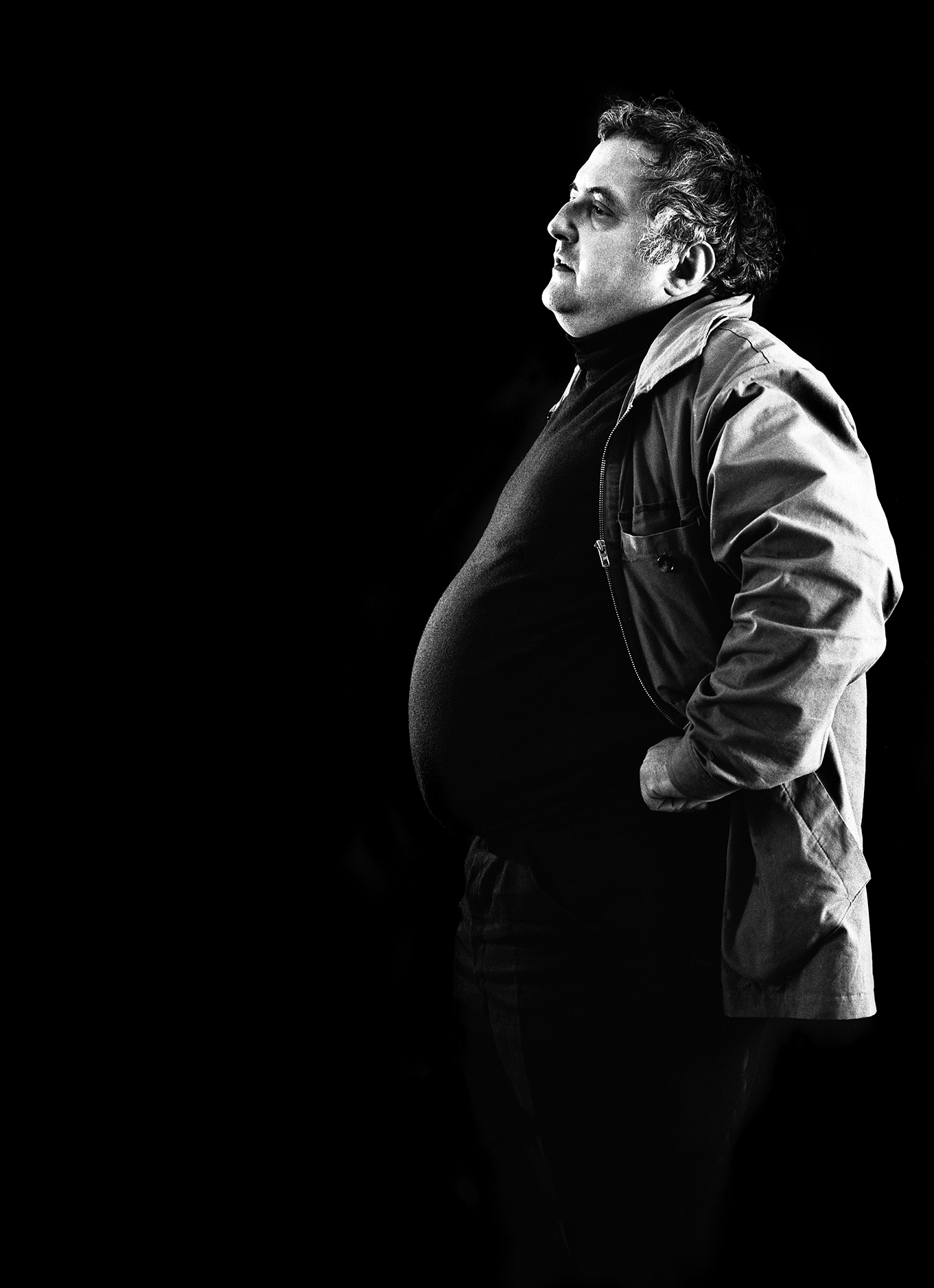
Bert Breit (Gert Chesi 1968)

## Leben
Bert Breit besuchte die Volksschule und das Gymnasium in Innsbruck. 1944 wurde Breit als Luftwaffenhelfer eingezogen, wegen Mitgliedschaft bei der Tiroler Widerstandsgruppe Franz Mair kam er im Lager Reichenau in Gestapohaft. Nach dem Krieg begann er sein Musikstudium in Innsbruck und schloss dieses am Mozarteum in Salzburg ab. Anschließend hatte er privaten Unterricht bei Carl Orff. Ein Stipendium des Institut Francais führte ihn nach Paris, um seine Studien fortzusetzen.
1946 gründete Bert Breit mit Gleichgesinnten den Kammerchor Walther von der Vogelweide, mit dem er große Erfolge feierte. Er leitete den Chor 15 Jahre lang.
Von 1951 bis 1967 leitete Breit die Abteilung Ernste Musik beim ORF Tirol.
Ab 1968 schuf Bert Breit Dokumentarfilme, die sich hauptsächlich mit gesellschaftspolitischen und sozialen Fragen auseinandersetzten. Daneben gestaltete er zahlreiche Features für Radio und Fernsehen.
Sein musikalisches Werk umfasst neben Filmmusiken vor allem Werke für Kammer- bzw. Streichorchester und seine Radiophonien. In besonderer Erinnerung ist die Signatur für das Radiofeature Der Schalldämpfer von und mit Axel Corti.
Neben Breits künstlerischer Arbeit ist auch sein soziales Engagement herauszuheben. Er arbeitete ehrenamtlich als Bewährungshelfer und setzte sich in zahlreichen Radiofeatures kritisch mit dem Umgang der Gesellschaft mit Minderheiten auseinander. Diese Haltung zeigt sich auch in Widmungen seiner Werke: Das Violinkonzert Impulse etwa ist „Rosa Winter gewidmet, die wie die meisten Zigeunerschwestern und -brüder von Staat und Gesellschaft um ein menschenwürdiges Dasein betrogen wurde“.
Seine Tochter Barbara Breit spielte 1978 im Tatort: Himmelfahrt, bei dem Breit auch die Musik verfasste, die Rolle seiner Tochter. Offensichtlich war dies ihr einziger Auftritt in einem Film.

## Auszeichnungen
- 1991 Circom-Preis vom Französischen Fernsehen (FR 3) für die Fernsehdokumentation „Ich bin nicht behindert, ich kann reden“.
- 1997 Österreichischer Würdigungspreis für Musik
- 1998 Tiroler Landespreis für Kunst

## Werke

### Filmografie
Regisseur (und Autor)
- 1971: Jakob Stainer. Von der Schwierigkeit der Biografie.
- 1976: Die Zillertaler Geiger. Dokumentarfilm[7]
- 1985: Dienstbotenleben.
- 1985: Eine Chance für Außenseiter.
- 1986: Von großen und kleinen Bauern.
- 1987: Bahnhof bei Nacht.
- 1993: Die rote Landa. Portrait einer ungewöhnlichen Frau.
- mit Xaver Schwarzenberger: 1993 Ihr werdet uns nie verstehen.
- 1993: Ich bin nicht behindert, ich kann reden. Der Südtiroler Dichter Georg Paulmichl.
- 1995: Wir waren nicht bereit mitzumachen. Verfemt und Vergessen. Über Desertion, Kriegsdienstverweigerung und Sippenhaft während des Nationalsozialismus in Südtirol.
- 1997: Kuisa, geah. Über Tierlockrufe.
- 1998: Einsamkeit. Bericht über ein Leiden unserer Zeit.

Darsteller
- 1968: Septembergewitter (Regie: Rainer Wolffhardt)
- 1975: Totstellen (Regie: Axel Corti)
- 1978: Tatort: Himmelfahrt (Regie: Rainer Wolffhardt; Darsteller und Filmmusik)
- 1982: Der stille Ozean (Regie: Xaver Schwarzenberger)
- 1988: Gewitter im Mai (Regie: Xaver Schwarzenberger)
- 1989: Löwengrube (Regie: Rainer Wolffhardt)

Komponist
- 1962: Kaiser Joseph und die Bahnwärterstochter (Regie: Axel Corti)
- 1963: Antonius und Cleopatra (Regie: Rainer Wolffhardt)
- 1966–1972: Pater Brown (Miniserie)
- 1967: Gewalt und Gewissen (Regie: Karl Stanzl)
- 1968: Septembergewitter (Regie: Rainer Wolffhardt)
- 1970: Zug fährt Wiental (Regie: Günter Gräwert)
- 1971: Das provisorische Leben (Regie: Rainer Wolffhardt)
- 1973: Kain (Regie: Dietmar Schönherr)
- 1976: Krock & Co (Regie: Rainer Wolffhardt)
- 1978: Tatort: Himmelfahrt (Regie: Rainer Wolffhardt; Darsteller und Filmmusik)
- 1979: Anton Sittinger (Regie: Rainer Wolffhardt)
- 1980: Svabica (Regie: Petar Cvejic)
- 1981: Schöne Tage (Regie: Fritz Lehner)
- 1981: Die Rumplhanni (Regie: Rainer Wolffhardt)
- 1982: Das Dorf an der Grenze (Regie: Fritz Lehner)
- 1982: Der stille Ozean (Regie: Xaver Schwarzenberger)
- 1983: Raffl (Regie: Christian Berger)
- 1983: Martin Luther (Regie: Rainer Wolffhardt)
- 1984: Klein, aber mein! (Regie: Rainer Wolffhardt)
- 1984: Donauwalzer (Regie: Xaver Schwarzenberger)
- 1985: Heidenlöcher (Regie: Wolfram Paulus)
- 1986: Der Unfried (Regie: Rainer Wolffhardt)
- 1988: Nachsaison (Regie: Wolfram Paulus)
- 1989: Die Ministranten (Regie: Wolfram Paulus)
- 1989: Der Mann im Salz (Regie: Rainer Wolffhardt)
- 1993: Zug um Zug (Regie: Wolfram Paulus)
- 1997: Mali (Miniserie) (Regie: Rainer Wolffhardt)

### Hörspiele
- 1989: Kaiserklamm und Kirchenwirt (zusammen mit Marlene Streeruwitz)

### Features
- 1985: Existenzminimum
- 1985: Jugendprostitution: Der Fall Marina B.
- 1985: Der Wilderer
- 1986: Von großen und kleinen Bauern
- 1987: Bahnhof bei Nacht
- 1988: Hedwig und Agnes
- 1990: Das neue Mittelalter
- 1992: Ein Kopf hat noch nie einen Acker gepflügt (Porträt des Schriftstellers Alois Hotschnig)
- 1993: Zigeunerleben. Rosa B. zum Beispiel.
- 1993: Die rote Landa. Portrait einer ungewöhnlichen Frau
- 1993: „Ich bin nicht behindert, ich kann reden“ (Porträt des Schriftstellers Georg Paulmichl)
- 1996: Kultur in der Provinz. Das Festival in St. Gallen
- 1997: Hirtenleben. „Kuisa, geah“
- 1998: Einsamkeit. Bericht über ein Leiden unserer Zeit
- 1998: Hedwig und Agnes (veröffentlicht auf Bert Breit zum 75er)
- 2000: Nicht bemitleiden, nicht auslachen, nicht verabscheuen. Die Arbeit des Innsbrucker Ärzteteams Karl und Eva Nemec
- 2000: Der Todesmarsch 1945 über die Eisenstraße nach Mauthausen (veröffentlicht auf Bert Breit zum 75er)

### Musikalisches Werk
Radiophonien
- 1967 Das Karussell (Text: Hannes Stütz)
- 1969 Sermone (Text: Herbert Asmodi)
- 1987 Memento vita et mors (Text: Bert Breit)
- 1988/1989 Tangenten

Klavierwerke
- 1961 Tanzstück
- 1962 Vier Stücke für Klavier
- 1962 Situationen I
- 1993 Hydra
- 1989 Für Johannes

Chor- und Ensemblemusik
- 1996 Jetzt. Litanei für gemischten Chor (Text: Alois Hotschnig)
- 1999 Drei Lieder (Text: Norbert C. Kaser / Werner Kofler)
- 2000 Drei Stücke für gemischten Chor (Nach Gedichten von Norbert C. Kaser)
- 2001 Auf dem Gebirge hat man ein Geschrei gehöret (Textcollage: Bert Breit)
- 2001 all mein lieb. (Text: Norbert C. Kaser)
- 2001 bittrer winter. (Text: Norbert C. Kaser)

Orchesterwerke / Kammermusik
- 1964 Suite sportive
- 1964 Hirtenmusik zur Weihnacht
- 1966 Meditationen für Streichorchester
- 1989 Impulse. Konzert für Violine und Streicher
- 1990 Als ich an einem Sonntagmorgen Frau Müller traf. Blasphemie für Blechbläserquintett
- 1991 Tensions I (für Streichquartett)
- 1991 Tensions II (für Kammerorchester)
- 1994 Konzert für Klavier, Streicher und Schlagzeug
- 1995 Spuren (für Klarinette und Streichquartett)
- 1995 Stationen (für Violine, Violoncello und Streicher)
- 1996 Schibboleth (Trio für Violine, Violoncello und Klavier)
- 1997 Concerto funebre. (für Bratsche und Streicher)
- 1999 Ballade für Monika (für Violine, Klavier und Streicher)

### Diskografie
- Bert Breit eine Dokumentation (2CDs)
- Bert Breit zum 75er (Buch mit 2 CDs)
- Jodler (Auf dem Gebirge hat man ein Geschrei gehöret), CD[8]